# 일본국 헌법 제11장
일본국 헌법 제11장 보칙(일본어: 日本国憲法第11章 補則)은 일본국 헌법의 보칙에 관한 부분이다. 제100조부터 제103조까지 총 4개의 조로 구성되어 있다.

## 구성
- 제100조 헌법 시행일, 준비 절차
- 제101조 참의원 미성립 기간 동안의 국회 (경과 규정)
- 제102조 제1회 참의원 의원의 임기 (경과 규정)
- 제103조 공무원의 지위 (경과 규정)

## 같이 보기
- 일본국 헌법
- 일본국 정부